# 浅瀬 (クロード・ロラン)
『浅瀬』（あさせ、西: El vado、英: The Ford）は、17世紀フランスの巨匠クロード・ロランがキャンバス上に油彩で制作した風景画である。署名と制作年が記されているが、制作年の最後の一桁が消えてしまっているために制作年は定かではないものの、研究によって1644年ごろであろうと推定される。画家が居住していたローマにおける注文主も、スペインの王室コレクションに入った経緯も不明であるが、1746年のスペイン王フェリペ5世のラ・グランハ宮殿の目録に作品の記載が見出せる。1818年にはアランフエス宮殿に移され、現在はマドリードのプラド美術館の所蔵となっている。なお、本作は、プラド美術館が所蔵するロランの作品中、最も遅い時期に制作されたものである。

## 作品
1746年のラ・グランハ宮殿の目録には、本作は、「川の岸辺に建っている、円形、四角形のふたつの工場を描いた」対作品とともに2点のクロード・ロランの風景画として記載されている。しかし、これまでのところ、この描写に一致する作品は同定されていないため、対作品は現存していない可能性が高い。

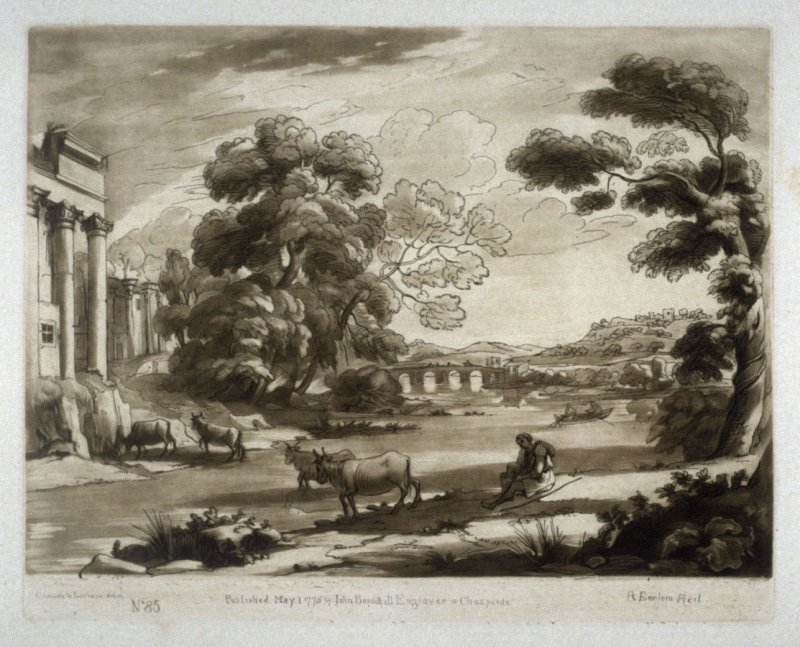
『真実の書』中の85番の素描。

ロランは贋作を防ぐため自身の絵画を素描として残したが、それらの素描からなる『真実の書』(大英博物館、ロンドン) によって彼の作品を同定することができる。本作は、この書に登場する85番の素描と合致している。とはいえ、素描中の建物は本作のものより低く、作品全体のプロポーションはより縦に長い。また、本作の建築物下に見られる2人の人物は素描には登場しないなど、若干異なる点もある。素描は、ロランが1636年に制作したエッチング作品『牧人』にもとづいており、このエッチングと本作も、形体的また構想の上で重要な関連性を持っている。本作は、これ以前、同時代、これ以降のロランの作品とも密接な関係が見出せるが、それほど多くの類似作が制作されたということは、それだけこの種の作品が成功したことを物語っている。
この絵画は、ロランがブエン・レティーロ宮殿のために制作した『オスティアで乗船するローマの聖パウラがいる風景』 (1639-1640年、プラド美術館、マドリード) などの一連の絵画に比べると、壮大さはないが、より円熟味の増した作品である。水、空、光、優美で荘重な建築、緑濃い木立といったモティーフの組み合わせにより、簡潔ながらも平穏で調和のとれた理想的風景が構成されている。水への反映や大気の繊細な描写には、画家の自然に対する愛が見て取れる。